# Sven Smeets
Sven Smeets (Hasselt, 12 mei 1972) is een Belgisch voormalig rallynavigator en voormalig baas van Volkswagen Motorsport. Sinds november 2021 is hij sportingdirector bij Williams F1. 

## Carrière
Sven Smeets maakte zijn opwachting in de rallysport in 1990. In 1995 werd hij de navigator van Freddy Loix, met wie hij vanaf dat moment ook actief werd in het wereldkampioenschap rally. Na successen te hebben geboekt met verschillende Toyota-modellen, maakten ze vanaf het seizoen 1999 onderdeel uit van het fabrieksteam van Mitsubishi, actief met de Carisma Evolution VI (Lancer). Het potentieel dat er in voorgaande jaren werd getoond, kwam er in deze periode niet geheel uit en na drie seizoenen maakte het duo de overstap naar Hyundai. Dit bewees geen succesvolle vervolgstap en Hyundai zou ook het project vroegtijdig stopzetten. In het seizoen 2004 kregen ze echter de kans bij grootmacht Peugeot, die dat jaar de 307 WRC introduceerde in het kampioenschap. Ondanks een bemoedigende start werden Loix en Smeets vroegtijdig op een zijspoor gezet en kwamen gedurende het seizoen nog maar sporadisch in actie. Het duo keerde vervolgens niet terug in 2005, maar Smeets deed dit wel toen hij Stéphane Prévot verving als navigator van François Duval, die op moment kwakkelde met zijn resultaten bij Citroën. Met Smeets wist Duval de consistentie terug te vinden en samen wonnen ze de afsluitende rally van het seizoen in Australië.
Smeets beëindigde vervolgens zijn carrière als navigator, maar ging door bij Citroën in de rol als teammanager. In 2012 is hij dezelfde rol gaan vervullen bij Volkswagen, die sinds 2013 hun intrede hebben gemaakt in het WK rally.
Sinds 2021 is Sven Smeets de Sportief Directeur bij het Williams F1 team.